# Смущение
Смущението или неудобството е емоционално състояние, което е свързано с леки до тежки нива на дискомфорт и което обикновено се изпитва, когато някой извърши (или мисли за) социално неприемливо или неодобрено действие. Често оприличавано със срам и вина, смущението се счита за „самосъзнателна емоция“ и може да има дълбоко отрицателно въздействие върху мислите или поведението на човек.
Обикновено е намесено някакво усещане за загуба на чест или достойнство (или други идеали с висока стойност), но нивото и видът на срама зависят от ситуацията.
Примери за причини включват неуспешна публична политика на правителството, разкриване на корупционни практики или неетично поведение, знаменитост, чиито лични навици получават обществен контрол или са изправени пред съд, или длъжностни лица, хванати в сериозни лично неудобни ситуации.

## Косвено смущение
Косвеното смущение е чувство на смущение от наблюдение на неудобните действия на друг човек. Хората, които се оценяват като по-емпатични, са по-склонни да изпитат косвено смущение. Ефектът е налице, независимо дали наблюдаваната страна е наясно с неудобния характер на действията си, въпреки че осъзнаването обикновено увеличава силата на усетеното косвено смущение, както и случайното (за разлика от умишленото) действие.